# Villa Soldati
Villa Soldati, meglio conosciuto come Soldati, è un quartiere della capitale argentina Buenos Aires situato a sud-ovest del centro. Ha una popolazione di circa 41.000 persone, il 40% dei quali vive nel Barrio Soldati, un complesso di case popolari costruito tra il 1973 e il 1979. 

## Geografia
Villa Soldati si trova nella parte sud-ovest del territorio della città di Buenos Aires. È situata lungo la sponda sinistra del Riachuelo, il corso d'acqua che segna il confine con la provincia di Buenos Aires.
Confina a nord con Flores, ad est con Nueva Pompeya e la provincia di Buenos Aires, a sud con Villa Riachuelo e ad ovest con Villa Lugano e Parque Avellaneda.
Villa Soldati è delimitata dalla avenidas 27 de Febrero, Coronel Esteban Bonorino, Gral. Francisco Fernández de la Cruz, Varela, Perito Moreno, Castañares, e calle Escalada.

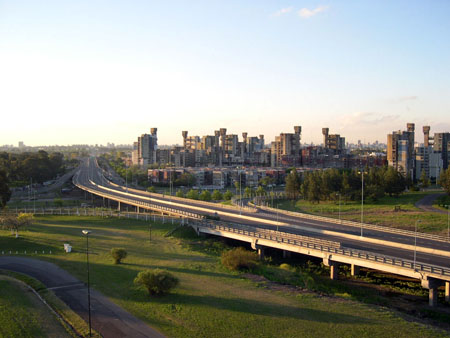
Vista di Villa Soldati

## Storia
Villa Soldati fu fondata ufficialmente il 28 novembre 1908 dall'imprenditore svizzero Giuseppe Soldati, proprietario dei terreni, che decise di lottizzare ed urbanizzare l'intera area.

## Sport
La principale società calcistica di Villa Soldati è il Sacachispas. Il Club Deportivo Riestra, squadra del vicino quartiere di Nueva Pompeya, disputa le sue partite interne presso lo stadio Guillermo Laza, situato dentro i confini di Villa Soldati.